# Şenol Güneş
Şenol Güneş (nacido el 1 de junio de 1952 en Trebisonda, Turquía) es un exfutbolista, entrenador y filósofo. Es mayormente recordado por haber llevado a su país a conseguir el tercer puesto en la Copa Mundial de Fútbol de 2002. Actualmente sin club.

## Trayectoria

### Como jugador
Güneş comenzó su carrera como jugador ejerciendo de portero para el Erdoğdu Gençlik. Poco después fue reclutado para formar parte de las categorías inferiores del Trabzonspor, un equipo de mayor pedigrí dentro del fútbol turco. Las cualidades de Güneş le llevaron pronto a debutar y a instalarse en el primer equipo. Jugó para el Trabzonspor durante doce años entre 1974 y 1987. Durante este periodo consiguió con el club seis títulos de liga. Además fue parte del "Trabzonpor Efsanesi" (literalmente "Las leyendas del Trabzonspor", apelativo creado por la prensa turca) junto con otras estrellas locales como Turgay Semercioğlu, Necmi Perekli, and Ali Kemal Denizci. Al final de su carrera Güneş llegó a acumular 31 internacionalidades con su selección, cinco de ellas como capitán.

### Como entrenador
Su carrera como entrenador comenzó en su club de toda la vida, el Trabzonspor, donde ejerció de entrenador asistente. Güneş estuvo cerca de lograr por primera vez el título de liga en 1996 en una temporada en la que su club estuvo al frente de la clasificación durante casi todo el año. La misma temporada el Trabzonspor jugó la Copa de la UEFA, en la que fueron eliminados por el FC Schalke 04 alemán. Güneş abandonó el club e hizo carrera como entrenador en otros equipos del país como el Antalyaspor. 
En 2000 fue nombrado seleccionador de Turquía, a la que clasificó para jugar la Copa del Mundo de 2002. En dicho torneo, Turquía consiguió la mejor clasificación de la historia del país al finalizar en tercer lugar. Güneş recibió el trofeo de Entrenador UEFA del año en 2002. El gran papel realizado por Turquía en la cita mundialista revirtió positivamente en el entrenador, que entonces recibió numerosas propuestas de clubes de alto nivel en Grecia, Brasil y España. Finalmente Güneş decidió continuar al mando de la selección, pero Turquía no logró clasificarse para disputar la Eurocopa 2004, un golpe muy duro después del éxito mundialista. El técnico pagó los platos rotos y fue destituido.
Güneş retornó al Trabzonspor en enero de 2005, firmando un contrato de tres años y medio. La aventura en su club de toda la vida no iba a durar mucho: Güneş fue destituido debido a los malos resultados cosechados desde el principio. Tras su paso por Trabzonspor, Güneş sonó como técnico de algún equipo en Irán o los Emiratos Árabes Unidos. 
El 8 de diciembre de 2006, el FC Seoul, uno de los equipos más importantes de la K-League, anunció la firma de un contrato de tres años de duración con el entrenador turco. Tres años después, Güneş regresó a Turquía para volver a tomar las riendas, por tercera vez, del club de su ciudad, el Trabzonspor, en sustitución de Hugo Broos.
En la temporada 2014-15 dirigió al Bursaspor, al que llevó a la final de Copa.
En junio de 2015, firmó por el Beşiktaş. El 15 de mayo de 2016, se proclamó campeón de la Superliga de Turquía con el Beşiktaş, logro que repitió al año siguiente.
El 28 de febrero de 2019, fue nombrado como nuevo seleccionador de Turquía a partir del mes de junio. El 10 de septiembre de 2021, abandonó su puesto al frente de Turquía tras caer goleado contra Países Bajos por 6-1.
El 28 de octubre de 2022, inició su segunda etapa al frente del Beşiktaş. El 6 de octubre de 2023, decidió presentar la dimisión.

## Estadísticas como entrenador

### Clubes
| Equipo                 | Div.         | Temporada    | Liga | Liga | Liga | Liga | Liga |     | Copa | Copa | Copa | Copa |    | Internacional | Internacional | Internacional | Internacional | Internacional |   | Otros | Otros | Otros | Otros |     | Totales     | Totales | Totales | Totales | Totales | Totales | Totales | Totales |
| Equipo                 | Div.         | Temporada    | PD   | G    | E    | P    | Pos. | PD  | G    | E    | P    | PD   | G  | E             | P             | Pos.          | PD            | G             | E | P     | PD    | G     | E     | P   | Rendimiento | GF      | GC      | Dif.    |         |         |         |         |
| ---------------------- | ------------ | ------------ | ---- | ---- | ---- | ---- | ---- | --- | ---- | ---- | ---- | ---- | -- | ------------- | ------------- | ------------- | ------------- | ------------- | - | ----- | ----- | ----- | ----- | --- | ----------- | ------- | ------- | ------- | ------- | ------- | ------- | ------- |
| Trabzonspor Turquía    | 1.ª          | 1988-89      | 36   | 19   | 7    | 10   | 5.º  | -   | -    | -    | -    | -    | -  | -             | -             | -             | -             | -             | - | -     | 36    | 19    | 7     | 10  | 59.26%      | 59      | 38      | +21     |         |         |         |         |
| Boluspor Turquía       | 1.ª          | 1989-90      | 28   | 11   | 10   | 7    | 6.º  | 2   | 1    | 0    | 1    | -    | -  | -             | -             | -             | -             | -             | - | -     | 30    | 12    | 10    | 8   | 51.11%      | 35      | 35      | +0      |         |         |         |         |
| Boluspor Turquía       | 1.ª          | 1990-91      | 30   | 8    | 13   | 9    | 9.º  | 1   | 0    | 1    | 0    | -    | -  | -             | -             | -             | -             | -             | - | -     | 31    | 8     | 14    | 9   | 40.86%      | 37      | 39      | -2      |         |         |         |         |
| Boluspor Turquía       | 1.ª          | 1991-92      | 30   | 8    | 7    | 15   | 14.º | 1   | 0    | 0    | 1    | -    | -  | -             | -             | -             | -             | -             | - | -     | 31    | 8     | 7     | 16  | 33.34%      | 29      | 40      | -11     |         |         |         |         |
| Boluspor Turquía       | Total        | Total        | 88   | 27   | 30   | 31   | -    | 4   | 1    | 1    | 2    | -    | -  | -             | -             | -             | -             | -             | - | -     | 92    | 28    | 31    | 33  | 41.66%      | 101     | 114     | -13     |         |         |         |         |
| Trabzonspor Turquía    | 1.ª          | 1993-94      | 26   | 16   | 6    | 4    | 3.º  | 4   | 2    | 1    | 1    | 3    | 1  | 2             | 0             | 1/16          | -             | -             | - | -     | 33    | 19    | 9     | 5   | 66.67%      | 79      | 32      | +47     |         |         |         |         |
| Trabzonspor Turquía    | 1.ª          | 1994-95      | 34   | 23   | 7    | 4    | 2.º  | 7   | 6    | 1    | 0    | 6    | 2  | 1             | 3             | 1/8           | 1             | 1             | 0 | 0     | 48    | 32    | 9     | 7   | 72.92%      | 112     | 42      | +70     |         |         |         |         |
| Trabzonspor Turquía    | 1.ª          | 1995-96      | 34   | 26   | 4    | 4    | 2.º  | 3   | 2    | 0    | 1    | 4    | 1  | 1             | 2             | 1/8           | -             | -             | - | -     | 41    | 29    | 5     | 7   | 74.8%       | 87      | 33      | +54     |         |         |         |         |
| Trabzonspor Turquía    | 1.ª          | 1996-97      | 20   | 13   | 3    | 4    | Inc. | 2   | 2    | 0    | 0    | 6    | 3  | 1             | 2             | 1/16          | -             | -             | - | -     | 28    | 18    | 4     | 6   | 69.05%      | 53      | 30      | +23     |         |         |         |         |
| Antalyaspor Turquía    | 1.ª          | 1997-98      | 34   | 10   | 11   | 13   | 12.º | 3   | 1    | 0    | 2    | -    | -  | -             | -             | -             | -             | -             | - | -     | 37    | 11    | 11    | 15  | 39.64%      | 56      | 60      | -4      |         |         |         |         |
| Antalyaspor Turquía    | Total        | Total        | 34   | 10   | 11   | 13   | -    | 3   | 1    | 0    | 2    | -    | -  | -             | -             | -             | -             | -             | - | -     | 37    | 11    | 11    | 15  | 39.64%      | 56      | 60      | -4      |         |         |         |         |
| Sakaryaspor Turquía    | 1.ª          | 1998-99      | 15   | 4    | 4    | 7    | Inc. | 2   | 1    | 0    | 1    | -    | -  | -             | -             | -             | -             | -             | - | -     | 17    | 5     | 4     | 8   | 37.25%      | 23      | 28      | -5      |         |         |         |         |
| Sakaryaspor Turquía    | Total        | Total        | 15   | 4    | 4    | 7    | -    | 2   | 1    | 0    | 1    | -    | -  | -             | -             | -             | -             | -             | - | -     | 17    | 5     | 4     | 8   | 37.25%      | 23      | 28      | -5      |         |         |         |         |
| Trabzonspor Turquía    | 1.ª          | 2004-05      | 17   | 13   | 1    | 3    | 2.º  | 3   | 2    | 1    | 0    | -    | -  | -             | -             | -             | -             | -             | - | -     | 20    | 15    | 2     | 3   | 78.33%      | 46      | 17      | +29     |         |         |         |         |
| Trabzonspor Turquía    | 1.ª          | 2005-06      | 7    | 3    | 2    | 2    | Inc. | -   | -    | -    | -    | 2    | 1  | 0             | 1             | 2ªR           | -             | -             | - | -     | 9     | 4     | 2     | 3   | 51.85%      | 11      | 10      | +1      |         |         |         |         |
| FC Seoul Corea del Sur | 1.ª          | 2007         | 26   | 8    | 13   | 5    | 7.º  | 15  | 6    | 6    | 3    | -    | -  | -             | -             | -             | -             | -             | - | -     | 41    | 14    | 19    | 8   | 49.6%       | 42      | 25      | +17     |         |         |         |         |
| FC Seoul Corea del Sur | 1.ª          | 2008         | 29   | 16   | 10   | 3    | 2.º  | 11  | 4    | 3    | 4    | -    | -  | -             | -             | -             | -             | -             | - | -     | 40    | 20    | 13    | 7   | 60.83%      | 60      | 41      | +19     |         |         |         |         |
| FC Seoul Corea del Sur | 1.ª          | 2009         | 29   | 16   | 6    | 7    | 5.º  | 6   | 2    | 2    | 2    | 9    | 3  | 3             | 3             | 1/4           | -             | -             | - | -     | 44    | 21    | 11    | 12  | 56.06%      | 75      | 55      | +20     |         |         |         |         |
| FC Seoul Corea del Sur | Total        | Total        | 84   | 40   | 29   | 15   | -    | 32  | 12   | 11   | 9    | 9    | 3  | 3             | 3             | -             | -             | -             | - | -     | 125   | 55    | 43    | 27  | 55.47%      | 158     | 104     | +54     |         |         |         |         |
| Trabzonspor Turquía    | 1.ª          | 2009-10      | 19   | 9    | 6    | 4    | 5.º  | 9   | 6    | 1    | 2    | -    | -  | -             | -             | -             | -             | -             | - | -     | 28    | 15    | 7     | 6   | 61.9%       | 42      | 18      | +24     |         |         |         |         |
| Trabzonspor Turquía    | 1.ª          | 2010-11      | 34   | 25   | 7    | 2    | 2.º  | 4   | 2    | 1    | 1    | 2    | 0  | 0             | 2             | 4ªR           | 1             | 1             | 0 | 0     | 41    | 28    | 8     | 5   | 74.79%      | 82      | 32      | +50     |         |         |         |         |
| Trabzonspor Turquía    | 1.ª          | 2011-12      | 40   | 16   | 13   | 11   | 3.º  | 2   | 1    | 0    | 1    | 11   | 1  | 6             | 4             | 1/16          | -             | -             | - | -     | 53    | 18    | 19    | 16  | 45.91%      | 74      | 66      | +8      |         |         |         |         |
| Trabzonspor Turquía    | 1.ª          | 2012-13      | 19   | 6    | 6    | 7    | Inc. | 6   | 5    | 1    | 0    | 2    | 0  | 2             | 0             | 4ªR           | -             | -             | - | -     | 27    | 11    | 9     | 7   | 51.85%      | 36      | 24      | +12     |         |         |         |         |
| Bursaspor Turquía      | 1.ª          | 2014-15      | 34   | 16   | 9    | 9    | 6.º  | 13  | 6    | 5    | 2    | 2    | 0  | 2             | 0             | 2ªR           | -             | -             | - | -     | 49    | 22    | 16    | 11  | 55.78%      | 96      | 58      | +38     |         |         |         |         |
| Bursaspor Turquía      | Total        | Total        | 34   | 16   | 9    | 9    | -    | 13  | 6    | 5    | 2    | 2    | 0  | 2             | 0             | -             | -             | -             | - | -     | 49    | 22    | 16    | 11  | 55.78%      | 96      | 58      | +38     |         |         |         |         |
| Beşiktaş Turquía       | 1.ª          | 2015-16      | 34   | 25   | 4    | 5    | 1.º  | 9   | 4    | 1    | 4    | 6    | 2  | 3             | 1             | FG            | -             | -             | - | -     | 49    | 31    | 8     | 10  | 68.71%      | 95      | 51      | +44     |         |         |         |         |
| Beşiktaş Turquía       | 1.ª          | 2016-17      | 34   | 23   | 8    | 3    | 1.º  | 7   | 4    | 2    | 1    | 12   | 5  | 5             | 2             | 1/4           | 1             | 0             | 1 | 0     | 54    | 32    | 16    | 6   | 69.14%      | 107     | 57      | +50     |         |         |         |         |
| Beşiktaş Turquía       | 1.ª          | 2017-18      | 34   | 21   | 8    | 5    | 4.º  | 7   | 4    | 2    | 1    | 8    | 4  | 2             | 2             | 1/8           | 1             | 0             | 0 | 1     | 50    | 29    | 12    | 9   | 66%         | 103     | 52      | +51     |         |         |         |         |
| Beşiktaş Turquía       | 1.ª          | 2018-19      | 34   | 19   | 8    | 7    | 3.º  | -   | -    | -    | -    | 12   | 6  | 2             | 4             | FG            | -             | -             | - | -     | 46    | 25    | 10    | 11  | 61.6%       | 95      | 60      | +35     |         |         |         |         |
| Beşiktaş Turquía       | 1.ª          | 2022-23      | 25   | 18   | 5    | 2    | 3.º  | 3   | 2    | 1    | 0    | -    | -  | -             | -             | -             | -             | -             | - | -     | 28    | 20    | 6     | 2   | 78.57%      | 66      | 26      | +40     |         |         |         |         |
| Beşiktaş Turquía       | 1.ª          | 2023-24      | 7    | 4    | 1    | 2    | Inc. | -   | -    | -    | -    | 8    | 6  | 1             | 1             | Inc.          | -             | -             | - | -     | 15    | 10    | 2     | 3   | 71.11%      | 27      | 18      | +9      |         |         |         |         |
| Beşiktaş Turquía       | Total        | Total        | 168  | 110  | 34   | 24   | -    | 26  | 14   | 6    | 6    | 46   | 23 | 13            | 10            | -             | 2             | 0             | 1 | 1     | 242   | 147   | 54    | 41  | 68.18%      | 493     | 264     | +229    |         |         |         |         |
| Trabzonspor Turquía    | 1.ª          | 2024-25      | 23   | 8    | 6    | 9    | Inc. | 3   | 2    | 1    | 0    | -    | -  | -             | -             | -             | -             | -             | - | -     | 26    | 10    | 7     | 9   | 47.43%      | 50      | 35      | +15     |         |         |         |         |
| Trabzonspor Turquía    | Total        | Total        | 309  | 177  | 68   | 64   | -    | 43  | 30   | 7    | 6    | 36   | 9  | 13            | 14            | -             | 2             | 2             | 0 | 0     | 390   | 218   | 88    | 84  | 63.42%      | 731     | 377     | +354    |         |         |         |         |
| Total clubes           | Total clubes | Total clubes | 732  | 384  | 185  | 163  | -    | 123 | 65   | 30   | 28   | 93   | 35 | 31            | 27            | -             | 4             | 2             | 1 | 1     | 952   | 486   | 247   | 219 | 59.7%       | 1658    | 1005    | +653    |         |         |         |         |
| 1. 2. 3.               |              |              |      |      |      |      |      |     |      |      |      |      |    |               |               |               |               |               |   |       |       |       |       |     |             |         |         |         |         |         |         |         |

### Selección
| Turquía         | 2000-01         | -  | - | - | - | -   | 10 | 6  | 3 | 1 | -  | - | - | - | -   | 4  | 0 | 1 | 3 | 14 | 6  | 4  | 4  | 52.38% | 18  | 14 | +4  |
| Turquía         | 2001-02         | -  | - | - | - | -   | 2  | 2  | 0 | 0 | 7  | 4 | 1 | 2 | 3.º | 5  | 1 | 2 | 2 | 14 | 7  | 3  | 4  | 57.14% | 19  | 10 | +9  |
| Turquía         | 2002-03         | 5  | 2 | 1 | 2 | 3.º | 8  | 6  | 1 | 1 | -  | - | - | - | -   | 4  | 1 | 2 | 1 | 17 | 9  | 4  | 4  | 60.78% | 29  | 18 | +11 |
| Turquía         | 2003-04         | -  | - | - | - |     | 2  | 0  | 1 | 1 | -  | - | - | - | -   | 3  | 1 | 1 | 1 | 5  | 1  | 2  | 2  | 33.33% | 6   | 6  | +0  |
| Turquía         | 2018-19         | -  | - | - | - | -   | 10 | 7  | 2 | 1 | -  | - | - | - | -   | 2  | 2 | 0 | 0 | 12 | 9  | 2  | 1  | 80.56% | 22  | 4  | +18 |
| Turquía         | 2019-20         | 6  | 1 | 3 | 2 | FG  | -  | -  | - | - | -  | - | - | - | -   | 2  | 0 | 2 | 0 | 8  | 1  | 5  | 2  | 33.33% | 12  | 14 | -2  |
| Turquía         | 2020-21         | -  | - | - | - | -   | 6  | 3  | 2 | 1 | 3  | 0 | 0 | 3 | FG  | 3  | 2 | 1 | 0 | 12 | 5  | 3  | 4  | 50%    | 21  | 22 | -1  |
| Total selección | Total selección | 11 | 3 | 4 | 4 | -   | 38 | 24 | 9 | 5 | 10 | 4 | 1 | 5 | -   | 23 | 7 | 9 | 7 | 82 | 38 | 23 | 21 | 55.69% | 127 | 88 | +39 |

#### Resumen por competiciones
| Competición                        | Partidos | Ganados | Empatados | Perdidos | %      |
| Clubes                             | Clubes   | Clubes  | Clubes    | Clubes   | Clubes |
| ---------------------------------- | -------- | ------- | --------- | -------- | ------ |
| SüperLig                           | 648      | 344     | 156       | 148      | 61.11% |
| Copa de Turquía                    | 91       | 53      | 19        | 19       | 65.2%  |
| Supercopa de Turquía               | 4        | 2       | 1         | 1        | 58.33% |
| K League 1                         | 84       | 40      | 29        | 15       | 59.13% |
| Korean FA Cup                      | 6        | 1       | 3         | 2        | 33.34% |
| Korean League Cup                  | 26       | 11      | 8         | 7        | 52.57% |
| Liga de Campeones de la UEFA       | 24       | 7       | 11        | 6        | 44.45% |
| Liga Europea de la UEFA            | 48       | 18      | 15        | 15       | 47.92% |
| Liga Europa Conferencia de la UEFA | 8        | 6       | 1         | 1        | 79.17% |
| Recopa de Europa                   | 4        | 1       | 1         | 2        | 33.33% |
| Liga de Campeones de la AFC        | 9        | 3       | 3         | 3        | 44.44% |
| Total clubes                       | 952      | 486     | 247       | 219      | 59.7%  |
| Selecciones                        |          |         |           |          |        |
| Clasificatorias Mundial            | 18       | 11      | 5         | 2        | 70.37% |
| Clasificatorias Eurocopa           | 20       | 13      | 4         | 3        | 71.67% |
| Mundial                            | 7        | 4       | 1         | 2        | 61.9%  |
| Eurocopa                           | 3        | 0       | 0         | 3        | 0%     |
| Confederaciones                    | 5        | 2       | 1         | 2        | 46.67% |
| Liga de Naciones                   | 6        | 1       | 3         | 2        | 33.34% |
| Amistosos                          | 23       | 7       | 9         | 7        | 43.47% |
| Total selecciones                  | 82       | 38      | 23        | 21       | 55.69% |
| Total en su carrera                | 1034     | 524     | 270       | 240      | 59.38% |

## Palmarés

### Como jugador
| Título               | Club        | País    | Año     |
| -------------------- | ----------- | ------- | ------- |
| Superliga de Turquía | Trabzonspor | Turquía | 1975-76 |
| Supercopa de Turquía | Trabzonspor | Turquía | 1976    |
| Superliga de Turquía | Trabzonspor | Turquía | 1976-77 |
| Copa de Turquía      | Trabzonspor | Turquía | 1976-77 |
| Supercopa de Turquía | Trabzonspor | Turquía | 1977    |
| Copa de Turquía      | Trabzonspor | Turquía | 1977-78 |
| Supercopa de Turquía | Trabzonspor | Turquía | 1978    |
| Superliga de Turquía | Trabzonspor | Turquía | 1978-79 |
| Supercopa de Turquía | Trabzonspor | Turquía | 1979    |
| Superliga de Turquía | Trabzonspor | Turquía | 1979-80 |
| Supercopa de Turquía | Trabzonspor | Turquía | 1980    |
| Superliga de Turquía | Trabzonspor | Turquía | 1980-81 |
| Superliga de Turquía | Trabzonspor | Turquía | 1983-84 |
| Supercopa de Turquía | Trabzonspor | Turquía | 1983    |
| Copa de Turquía      | Trabzonspor | Turquía | 1983-84 |

### Como entrenador
| Título               | Club        | País    | Año     |
| -------------------- | ----------- | ------- | ------- |
| Copa de Turquía      | Trabzonspor | Turquía | 1994-95 |
| Supercopa de Turquía | Trabzonspor | Turquía | 1995    |
| Copa de Turquía      | Trabzonspor | Turquía | 2009-10 |
| Supercopa de Turquía | Trabzonspor | Turquía | 2010    |
| Superliga de Turquía | Beşiktaş    | Turquía | 2015-16 |
| Superliga de Turquía | Beşiktaş    | Turquía | 2016-17 |

### Otros logros
- Tercer puesto con la Selección de fútbol de Turquía en la Copa Mundial de Fútbol de 2002.
- UEFA Entrenador del Año 2002.
- Tercer mejor entrenador de la Copa Mundial de Fútbol de 2002 según la IFFHS.
- Elegido mejor entrenador europeo de la Copa Mundial de Fútbol de 2002.
- Bicampeón de liga en 2015-16, 2016-17 con el Beşiktaş.

## Premios
- Medalla de Estado por un Servicio Distinguido concedida en 2002 por el Gobierno de Turquía.[11]